# メトロラビッツH.P.
メトロラビッツH.P.（メトロラビッツ エイチピー）は、ハロー!プロジェクトのメンバーから構成されるキックベースボールのチームである。
仙台での試合以降、事実上活動を停止している。

## 監督・コーチ

### 監督
- 水上善雄（元ロッテオリオンズ）

### コーチ
- 矢作公一（元日本ハムファイターズ）

## 選手
Gatas Brilhantes H.P.に所属していないモーニング娘。と美勇伝（2008年6月29日解散）のメンバーから構成される。カッコ内は背番号。
2014年11月26日に道重がモーニング娘。を卒業したことにより、現在は選手全員がハロー!プロジェクトを卒業している。
- 田中れいな（1）
- 亀井絵里（7）
- 高橋愛（9） - キャプテン

当初キャプテンは加護亜依（W）が起用される旨公表されていたが、2006年2月に報道された不祥事により降板し、高橋がこれに代わった（加護は翌2007年3月、ハロー!プロジェクトの契約を解除された）。
- 岡田唯（18）
- 小川麻琴（22）
- 新垣里沙（29）
- 三好絵梨香（34）
- 道重さゆみ（37）
- 久住小春（77）

## 活動
2006年
- 1月、チーム結成を発表。
- 2月、練習開始。翌3月19日の試合までに計5回の練習を行う。
- 3月19日、Hello! Project SPORTS FESTIVAL 2006において東北楽天ゴールデンイーグルスの主催により、同年2月 - 3月に宮城県で女子小学生48チームが参加して行われた「ハロプロカップ・キックベース大会」を勝ち抜いた小学6年生チームである「船小リトルシップ」と対戦したが、結果3-24で敗れた。
- 6月17日、「第2回ハロプロカップ・キックベース大会 in 仙台」のエキシビジョンマッチにおいて同大会の予選敗退チームから抽選した小学生チームと対戦し、結果3-1で初勝利を挙げた。

## 出演
テレビ
- 娘DOKYU!（テレビ東京、2006年3月3日 - 7日、10日 - 14日、17日、30日、31日、6月21日、7月5日）

## 書籍
雑誌連載
- 週刊テレビガイド（東京ニュース通信社） - 100%ハロプロ（「メトロラビッツ座談会」）
  - 2006,7/14号（2006年7月5日） - Vol.1（高橋・道重・岡田）
  - 2006,8/4号（2006年7月26日） - Vol.2（小川・亀井・田中）
  - 2006,8/11号（2006年8月2日） - Vol.3（新垣・三好・久住）